# Ярославський (район Москви)
Ярославський (рос. Яросла́вский) — адміністративний район в Москві, входить до складу Північно-Східного адміністративного округу. Населення станом на 1 січня 2017 року 97234 чол., площа 7,99 км²
Район утворено 5 липня 1995 року.

На території району немає жодних станцій метрополітену та не заплановано їх будівництво.